# نانی مورتی
نانی مورتی (به ایتالیایی: Nanni Moretti) (زاده ۱۹ اوت ۱۹۵۳) کارگردان، بازیگر، تهیه‌کننده و فیلم‌نامه‌نویس ایتالیایی است. او بیشتر به‌خاطر کارگردانی فیلم‌های خاطرات عزیز (۱۹۹۴) (که دنباله آن را با نام آوریل در سال ۱۹۹۸ کارگردانی کرد)، اتاق پسر (۲۰۰۱) شناخته شده‌است. فیلم اتاق پسر برنده جایزه نخل طلایی در جشنواره فیلم کن در سال ۲۰۰۱ شد.

## زندگی و حرفه
مورتی در برونک به دنیا آمد. او هم‌اکنون از سال‌ها پیش در رم زندگی می‌کند. بیشتر آثار او در خارج از اروپا شناخته‌شده نیستند، اما در ایتالیا او را به‌عنوان سازنده فیلم‌های هزل‌آمیز و نامتعارفی می‌شناسند که معمولاً خودش هم در آنها بازی می‌کند. او یک بازیکن واترپلو در دسته بی ایتالیا است. مورتی در عرصه سیاست نیز به‌عنوان یک چپگرای صریح‌اللهجه شناخته می‌شود. او در سال ۲۰۰۲ یک اعتراض گسترده خیابانی را علیه سیلویو برلوسکونی سازمان‌دهی کرد. در یکی از بخش‌های فیلم سوسمار (تمساح) محصول ۲۰۰۶ مورتی یکی از سه تصویر برلوسکونی را بازی کرده و در فیلم آوریل، به وضعیت سیاسی ایتالیا پرداخته‌است.
دیگر ساخته او، فیلم کوتاه روز افتتاحیه کلوزآپ (۱۹۹۶) که در ستایش عباس کیارستمی کارگردان سرشناس ایرانی است، مورتی را در نقش مالک تماشاخانه‌ای نشان می‌دهد که محل برگزاری افتتاحیه فیلم کلوزآپ به کارگردانی کیارستمی است.

## فیلم‌شناسی
- من شخصی بی‌نیاز هستم (۱۹۷۶)
- بیکاره (۱۹۷۸)
- رویاهای طلایی (۱۹۸۱)
- بیانکا (سفید، ۱۹۸۴)
- عشای ربانی به پایان می‌رسد (۱۹۸۵)
- توپ سرخ (۱۹۸۹)
- خاطرات عزیز (۱۹۹۳)
- تنها کشور جهان (۱۹۹۴)
- روز افتتاحیه کلوزآپ (۱۹۹۶)
- آوریل (۱۹۹۸)
- اتاق پسر (۲۰۰۱)
- آخرین مشتری (۲۰۰۳)
- سوسمار (۲۰۰۶)
- خاطرات یک سینمارو (یکی از اپیزودهای هر کس سینمای خودش) (۲۰۰۷ میلادی)
- مادر من (۲۰۱۵)
- ما یک پاپ داریم (۲۰۱۰)
- سه طبقه (۲۰۲۱)
- فردایی روشن‌تر (۲۰۲۳)